# Lenox Township (Illinois)
Die Lenox Township ist eine von 15 Townships im Warren County im Westen des US-amerikanischen Bundesstaates Illinois. 
Die Township wurde am 8. November 1853 gegründet; die Verwaltung wurde am 4. April 1854 eingerichtet.

## Geografie
Die Township liegt auf 40° 51' 12" nördlicher Breite und 90° 36' 53" westlicher Länge und erstreckt sich über 94,3 km², die ausschließlich aus Landfläche bestehen.
Die Lenox Township schließt unmittelbar südlich an das Gebiet der Stadt Monmouth an, wo sich der Verwaltungssitz des Warren County befindet. 
Die Township liegt 37 km östlich des Mississippi River, der die Grenze zwischen Illinois und Iowa bildet. 

## Verkehr
Der U.S. Highway 67 führt in Nord-Süd-Richtung durch die Lenox Township. Im Nordwesten der Township kreuzt der U.S. Highway 34. 
Durch die Township verläuft in nordost-südwestlicher Richtung eine Eisenbahnlinie der BNSF Railway, die von Chicago nach Westen und Südwesten führt. Auf der Strecke verkehren auch Personenzüge von Amtrak.

## Bevölkerung
Bei der Volkszählung im Jahr 2010 hatte die Lenox Township 280 Einwohner. Neben Streubesiedlung existieren in der Lenox Township folgende gemeindefreien Siedlungen:
- Larchland
- Ormonde
- Phelps